# Зачепилівська селищна територіальна громада
Зачепилівська селищна об'єднана територіальна громада — об'єднана територіальна громада в Україні, у Берестинському районі Харківської області. Адміністративний центр — смт Зачепилівка.
Площа громади — 411,76 км², населення — 9923 мешканці (2017).
Утворена 13 травня 2017 року шляхом об'єднання Зачепилівської селищної ради та Бердянської, Забаринської, Леб'язької, Миколаївської, Сомівської сільських рад Зачепилівського району.
12 червня 2020 року до громади долучені Малоорчицька, Новомажарівська, Рунівщинська та Чернещинська сільські ради Зачепилівського району Харківської області.

## Населені пункти
До складу громади входять 1 селище (Зачепилівка) і 37 сіл: Абазівка, Бердянка, Вишневе, Дудівка, Забарине, Займанка, Залінійне, Зарічне, Зіньківщина, Котівка, Кочетівка, Леб'яже, Лиманівка, Малий Орчик, Миколаївка, Молодіжне, Нагірне, Нове Мажарове, Нове Пекельне, Новоселівка, Олександрівка, Олянівка, Орчик, Педашка Перша, Перемога, Петрівка, Письмаківка, Романівка, Рунівщина, Семенівка, Скалонівка, Сомівка, Старе Мажарове, Старе Пекельне, Травневе, Устимівка та Чернещина.